# Heukseok-dong
Heukseok-dong (koreanska: 흑석동) är en stadsdel i stadsdistriktet Dongjak-gu i Sydkoreas huvudstad Seoul.